# Hai Duong
Hai Duong (vietnamita: Hải Dương) é uma província do Vietname.